# Stéphane Romatet
Stéphane Romatet, né le 28 septembre 1960 à Neuilly-sur-Seine, est un haut fonctionnaire et diplomate français. Il est ambassadeur de France en Algérie depuis le 18 juillet 2023.

## Biographie

### Vie privée
Stéphane Romatet, né le 28 septembre 1960.
Il est marié à Agnès Romatet-Espagne, actuellement directrice des ressources humaines au ministère de l'Europe et des Affaires étrangères, avec laquelle il a quatre enfants.

### Formation
Il est diplômé de Sciences Po Paris et de l'ENA, promotion Diderot (1984-1986).

### Ambassadeur
De novembre 2011 à avril 2014, il est ambassadeur de France en Australie.
De juin 2017 à septembre 2021, il est ambassadeur de France en Égypte,. Ses faits et gestes sont alors très relayés dans les médias nationaux,,.
Le 17 mars 2023, la grande mosquée de Paris annonce sa nomination en tant qu'ambassadeur de France en Algérie.
Le 18 juillet 2023, Stéphane Romatet entame officiellement ses fonctions en tant qu'ambassadeur en Algérie,.

### Ministère des Affaires étrangères
Stéphane Romatet dirige un temps le Centre de crise et de soutien du Ministère de l'Europe et des Affaires étrangères. Durant son mandat, il fait notamment face à l'invasion de l'Ukraine par la Russie en 2022 ainsi qu'aux séismes de 2023 en Turquie et Syrie,,.

## Décorations
- Chevalier de la Légion d'honneur[18]
- Médaille de la sécurité intérieure, argent (2023)[19]